# تکوما
تکوما  (نام علمی: 'Tecoma stans') یا زنگ‌های زرد (به انگلیسی: yellow bells) یا شیپور زرد (به انگلیسی: yellow trumpetbush) نام یک درختچه از گونه‌های گیاهان گلدار است. این درخت بیشتر بومی قاره آمریکا، شامل ایالت‌های جنوب غربی آمریکا و فلوریدا، مکزیک، کارائیب، باهاما، آمریکای مرکزی و آمریکای جنوبی، آرژانتین است. همچنین این درختچه در آفریقا، فیلیپین و هاوائی می‌روید.
تکوما گل ملی کشور باهاما است.